# Лаудон-Веллі (Вірджинія)
Лаудон-Веллі (англ. Loudoun Valley Estates) — переписна місцевість (CDP) в США, в окрузі Лаудун штату Вірджинія. Населення — 11 436 осіб (2020).

## Географія
Лаудон-Веллі розташований за координатами 38°58′51″ пн. ш. 77°30′28″ зх. д. / 38.98083° пн. ш. 77.50778° зх. д. (38.980810, -77.507899).  За даними Бюро перепису населення США в 2010 році переписна місцевість мала площу 4,90 км², з яких 4,88 км² — суходіл та 0,03 км² — водойми.

## Демографія
Згідно з переписом 2010 року, у переписній місцевості мешкало 3656 осіб у 1004 домогосподарствах у складі 948 родин. Густота населення становила 746 осіб/км².  Було 1025 помешкань (209/км²).
Расовий склад населення:
| - 61,0 % — азіатів - 29,3 % — білих - 4,2 % — чорних або афроамериканців - 0,3 % — корінних американців - 1,1 % — осіб інших рас |

До двох чи більше рас належало 4,1 %. Частка іспаномовних становила 3,3 % від усіх жителів.
За віковим діапазоном населення розподілялося таким чином: 37,5 % — особи молодші 18 років, 58,9 % — особи у віці 18—64 років, 3,6 % — особи у віці 65 років та старші. Медіана віку мешканця становила 33,4 року. На 100 осіб жіночої статі у переписній місцевості припадало 97,5 чоловіків;  на 100 жінок у віці від 18 років та старших — 95,9 чоловіків також старших 18 років.
Середній дохід на одне домашнє господарство  становив 195 452 долари США (медіана — 188 911), а середній дохід на одну сім'ю — 197 132 долари (медіана — 195 795). За межею бідності перебувало 0,8 % осіб, у тому числі 0,8 % дітей у віці до 18 років та 10,3 % осіб у віці 65 років та старших.
Цивільне працевлаштоване населення становило 2975 осіб. Основні галузі зайнятості: науковці, спеціалісти, менеджери — 43,6 %, освіта, охорона здоров'я та соціальна допомога — 14,9 %, фінанси, страхування та нерухомість — 10,5 %, інформація — 7,4 %.